# Paquete sobre SONET/SDH
Paquete sobre SONET/SDH (POS por sus siglas en inglés), es un protocolo de comunicaciones para transmitir paquetes en la forma del Protocolo Punto a Punto (PPP) sobre SDH o SONET, que son protocolos estándar para comunicar información digital utilizando láseres o diodos emisores de luz (LED) sobre fibra óptica a altas tasas de línea. POS se define por RFC 2615 como PPP sobre SONET/SDH. PPP es el protocolo de punto a punto que fue diseñado como un método estándar de comunicación a través de enlaces punto a punto. Dado que SONET/SDH utiliza circuitos punto a punto, PPP es muy adecuado para su uso a través de estos enlaces. La codificación se realiza durante la inserción de los paquetes PPP en el marco de SONET/SDH para resolver diversos ataques de seguridad, incluidos los ataques de denegación de servicio y la imitación de las alarmas de SONET/SDH. Esta modificación se justificó como rentable porque el algoritmo de aleatorización ya fue utilizado por el estándar utilizado para transportar células ATM a través de SONET/SDH. Sin embargo, la aleatorización se puede deshabilitar opcionalmente para permitir que un nodo sea compatible con otro nodo que use la versión RFC 1619 ya obsoleta del Packet over SONET/SDH que carece del aleatorizador.

## Aplicaciones de POS
La aplicación más importante de POS es admitir el envío de paquetes IP a través de redes de área amplia. Se transportan grandes cantidades de tráfico en Internet a través de enlaces POS.
POS es también una de las capas de enlace utilizadas por el estándar de Resilient Packet Ring conocido como IEEE 802.17. 

## Historia de POS
Cisco participó en hacer de POS un importante protocolo de red de área amplia. PMC-Sierra produjo una serie importante de dispositivos semiconductores tempranos que implementaron POS. 

## Detalles sobre el nombre "POS"
POS es una abreviatura de doble anidado. La S representa "SONET/SDH", que a su vez significa "Red óptica síncrona/Jerarquía digital síncrona". Dada esta información, POS técnicamente significa "Paquete sobre red óptica síncrona/jerarquía digital síncrona". 

## Interfaces Complementarias
La serie de estándares <i>System Packet Interface</i> de la <i>Optical Internetworking Forum</i> que incluye SPI-4.2 y SPI-3 y sus predecesores PL-4 y PL-3 se usan comúnmente como la interfaz entre los dispositivos de procesamiento de paquetes y los dispositivos de enrutamiento que implementan POS. El acrónimo PL-4 significa POS-PHY Layer 4. 